# 维默
维默（法語：Vimeu，法語發音：[vimø]）是法国的一个传统地区 ，位于皮卡第西部，南以布雷勒河谷，北以索姆河谷为界。 